# Janusz Kierzkowski

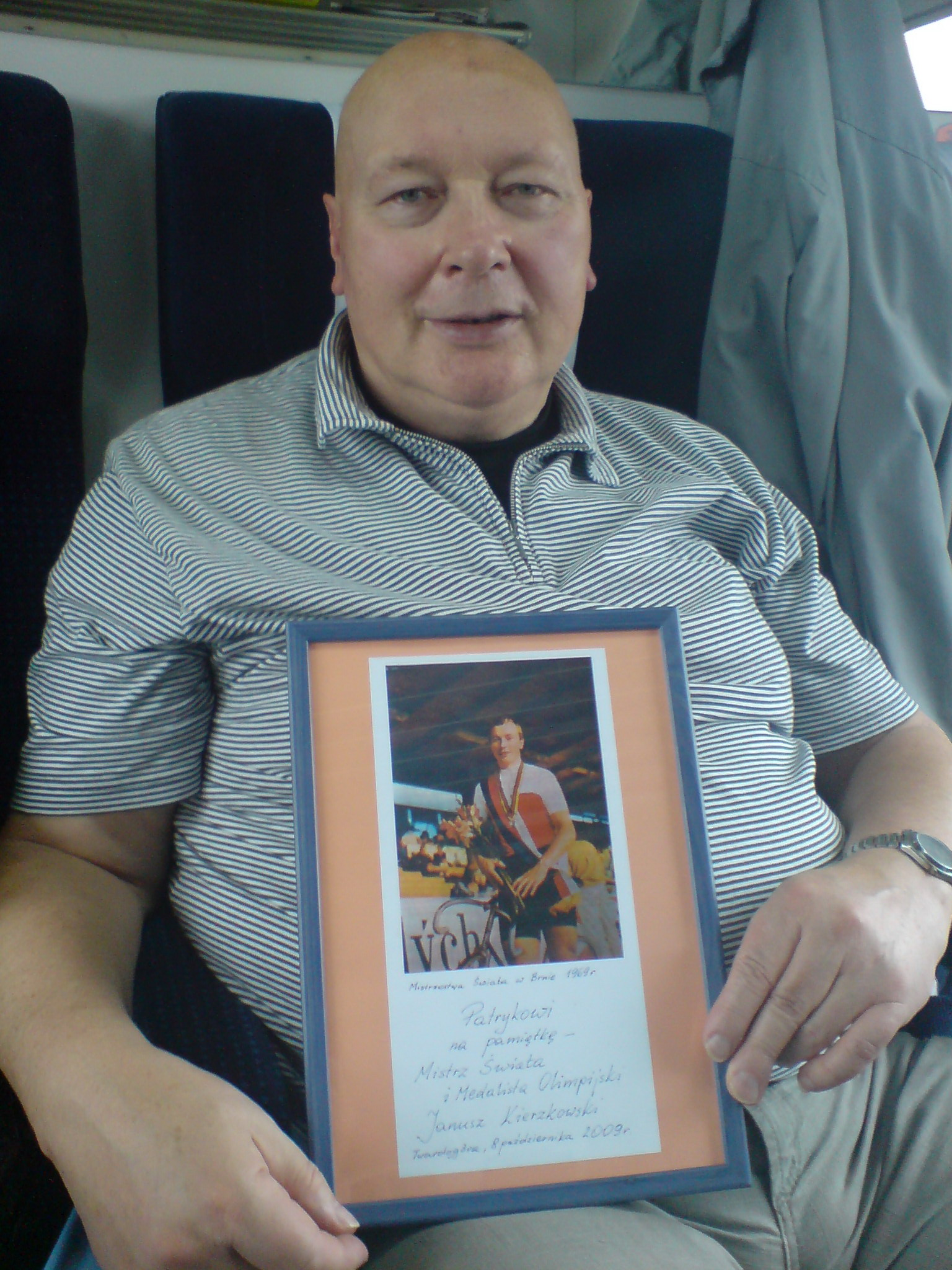
Janusz Kierzkowski (2009)

Janusz Kazimierz Kierzkowski  (* 26. Februar 1947 in Borek bei Gorzów; † 19. August 2011 in Breslau) war ein polnischer Bahnradsportler.

## Karriere
Vom Ende der 1960er bis Mitte der 1970er Jahre gehörte Janusz Kierzkowski zur Weltelite der Kurzzeitspezialisten auf der Bahn. Seinen ersten großen internationalen Erfolg feierte er 1968, als er im 1000-Meter-Zeitfahren bei den Olympischen Sommerspielen in Mexiko-Stadt die Bronzemedaille errang. 1969 in Antwerpen wurde er Vize-Weltmeister im Zeitfahren, 1973 in San Sebastian Weltmeister. 1969 wurde er zudem Polnischer Meister im Sprint. 1967 gewann er die Meisterschaft im Tandemrennen. In seiner Spezialdisziplin, dem Zeitfahren, wurde er von 1967 bis 1974 in Serie polnischer Meister. Den Titel gewann er auch in den Jahren 1976 und 1977. Zwei weitere nationale Titel gewann er in der Mannschaftsverfolgung (1967 und 1968).
1974 und 1975 konnte Kierzkowski im Bahn-Zeitfahren jeweils Dritter der Weltmeisterschaften werden. Bei den Olympischen Spielen 1972 in München belegte er den fünften Platz im 1000-Meter-Zeitfahren sowie gemeinsam mit den anderen Teammitgliedern Paweł Kaczorowski, Bernard Kręczyński und Mieczysław Nowicki den vierten in der Mannschaftsverfolgung. Zum Abschluss seiner Laufbahn belegte er bei den Spielen 1976 in Montreal nochmals einen vierten Platz im Zeitfahren. Er startete für die Vereine Sparta Wrocław, Legia Warszawa und Dolmel Wrocław.